# No More Tears (Enough Is Enough)
No More Tears (Enough Is Enough) – singel Barbry Streisand i Donny Summer z 1979 roku.
Piosenkę napisali Paul Jabara i Bruce Roberts, a wyprodukowali Gary Klein i Giorgio Moroder (dodatkowej produkcji na niektórych wydaniach udzielił Harold Faltermeyer). Nagranie rozpoczyna się jako ballada, a następnie przechodzi w dynamiczną kompozycję disco. Podczas nagrywania utworu, Donna Summer, wyczerpana po intensywnym koncertowaniu i nocy spędzonej w klubie, zemdlała w studio. Utwór promował album Wet Barbry Streisand, na którym znalazł się w ponad 8-minutowej wersji, a także kompilację przebojów On the Radio: Greatest Hits Volumes I & II Donny Summer, gdzie trwał ponad 11 minut. Stał się wielkim przebojem jesieni 1979, docierając do 1. miejsca amerykańskiej listy przebojów oraz pierwszej dziesiątki na licznych międzynarodowych zestawieniach. Mimo ogromnej popularności „No More Tears (Enough Is Enough)”, artystki nigdy nie wykonały tego utworu razem na żywo.

## Lista ścieżek
- Singel 7" (Columbia)

A. „No More Tears (Enough Is Enough)” (Barbra Streisand i Donna Summer) – 4:39
B. „Wet” (Barbra Streisand) – 3:48
- Singel 7" (Casablanca)

A. „No More Tears (Enough Is Enough)” (Barbra Streisand i Donna Summer) – 4:48
B. „Lucky” (Donna Summer) – 4:37
- Singel 12"

A. „No More Tears (Enough Is Enough)” (Barbra Streisand i Donna Summer) – 11:44
B. „Wet” (Barbra Streisand) – 3:48

## Notowania
| Kraj                              | Pozycja | Certyfikat      |
| --------------------------------- | ------- | --------------- |
| Australia                         | 8       |                 |
| Austria                           | 16      |                 |
| Belgia (Ultratop Flandria)        | 16      |                 |
| Hiszpania                         | 2       |                 |
| Holandia (MegaCharts)             | 27      |                 |
| Irlandia                          | 7       |                 |
| Kanada                            | 2       | złota płyta     |
| Niemcy (Media Control)            | 31      |                 |
| Norwegia (VG-lista)               | 3       |                 |
| Nowa Zelandia                     | 7       |                 |
| Stany Zjednoczone (Billboard 200) | 1       | platynowa płyta |
| Szwajcaria                        | 11      |                 |
| Szwecja (Sverigetopplistan)       | 1       |                 |
| Wielka Brytania (UK Albums Chart) | 3       | srebrna płyta   |